# 阮福膺桐
阮福膺桐（越南语：／，1872年—？），阮朝宗室，協佐大學士致事。

## 生平
1872年生於順化，原名膺未（／），父親是富平郡公阮福洪榮，祖父是明命帝第六子阮福綿𡪿。
1892年，就讀順化國子監，改名膺桐。成泰九年（1897年），中秀才。1898年，入國學場學習，授翰林院檢討，1901年以第一的成績畢業。
1904年任知縣，1910年任知府，1915年任按察使，1917年任布政使。1922年任禮部侍郎。1925年任尊人府左尊卿，次年任工部參知兼尊人府左尊卿。保大元年（1926年）十月至三年（1928年）正月，任承天府尹。1928年以尚書銜致仕。
1938年封協佐大學士。1940年襲封富平鄉公。

## 榮譽
- 法國榮譽軍團勳章騎士勳位[3]
- 大南龍星指揮官勳位[3]